# Stelle principali della costellazione della Lince
Segue un prospetto delle stelle principali della costellazione della Lince, elencate per magnitudine decrescente.